# Ribeirão dos Índios
Ribeirão dos Índios is een gemeente in de Braziliaanse deelstaat São Paulo. De gemeente telt 2.317 inwoners (schatting 2009).

## Aangrenzende gemeenten
De gemeente grenst aan Dracena, Emilianópolis, Junqueirópolis, Piquerobi, Presidente Bernardes en Santo Anastácio.